# Giuliano Cesarini (1398-1444)
Pour les articles homonymes, voir Giuliano Cesarini.
Giuliano Cesarini (parfois francisé en Julien Cesarini), né en 1398 à Rome et mort le 10 novembre 1444 à Varna en Bulgarie, était un religieux italien du Moyen Âge, créé cardinal par Martin V à la fin du Grand Schisme d'Occident.

## Biographie
Il est professeur de droit canonique à Padoue. Après avoir été envoyé en Angleterre en 1425, il est nommé cardinal (plus précisément cardinal-diacre de Saint-Ange) par Martin V le 24 mai 1426. Sa création est publiée le 8 novembre 1430. Il devient légat pour l'Allemagne en 1426.
Chargé de préparer et de présider les débats du futur concile, situé à Bâle, Cesarini se voit reconnaître les pleins pouvoirs par une bulle pontificale. Par délégation, il dispose par exemple du pouvoir de dissoudre le concile ou de le déplacer dans une autre ville italienne, manière de rappeler à tous l'autorité du pape sur le concile.
Début 1431, il se consacre, en tant que légat apostolique, aux croisades contre les hussites tchèques. L'échec lamentable de cette tentative lui fait comprendre la nécessité de traiter avec les Tchèques. De retour à Bâle le 9 septembre, il s'efforce donc de convaincre le concile en ce sens. Ses efforts sont couronnés de succès, puisqu'en 1437 un traité est signé avec le parti des Tchèques modérés, qui leur reconnaît certaines particularités comme la communion sous les deux espèces offerte aux laïcs (utraquisme).
Entretemps, le concile a connu bien des soubresauts. Le pape Eugène IV a ordonné en effet à Cesarini, le 12 novembre 1431, de dissoudre le concile et d'en convoquer un autre à Bologne l'été suivant. Cesarini supplie alors en vain le pape de revenir sur sa décision. Il décide alors de se retirer de la présidence du concile, plutôt que de prendre parti. Mis en accusation par le concile, le pape finit d'ailleurs par céder (1433). Il a perdu la première manche.
Mais les ambassadeurs grecs présents à Bâle vont le remettre dans le coup, car ces derniers souhaitent participer à un concile d'union proche de chez eux, en Italie sur l'Adriatique, ce qui va dans le sens des volontés du pape de rapprocher le concile. Mais, pour la majorité du concile, accéder à la demande des Grecs, c'est satisfaire aussi le pape Eugène IV ; aussi proposent-ils Avignon. Cesarini fait partie, quant à lui, de la minorité du concile, d'accord pour aller en Italie, et satisfaire de la sorte le pape et les Grecs. Il entraîne avec lui son ancien élève Nicolas de Cues, qui devient son protégé, avant de devenir son successeur. Eugène IV, qui sent qu'il est en train de reprendre la main, ordonne le transfert à Ferrare, l'une des villes proposées par les Grecs, et envoie Nicolas de Cues chercher l'empereur byzantin et le patriarche grec à Constantinople.
Cesarini est nommé ensuite cardinal-prêtre de Sainte Sabine en 1440 et administrateur apostolique de l'archevêché de Tarente.
Il trouve la mort le 10 novembre 1444 en Bulgarie, dans les marais proches du port de Varna (Odessos), lors de la croisade contre les Turcs qu'il était chargé de conduire pour le pape. Cette défaite, catastrophique par ses conséquences, semble due à l'intrépidité du roi de Pologne et de Hongrie Ladislas III Jagellon, davantage qu'à Cesarini. Lui préconisait en effet d'attendre des renforts par mer, comprenant fort bien que 30 000 chrétiens ne peuvent pas grand-chose contre une armée de plus de 100 000 Ottomans.
Nicolas de Cues lui dédie deux de ses ouvrages : La Docte ignorance de 1440 et Les Conjectures de 1441/1442.